# مزرعة موسي درخشان (فراغة)
مزرعة موسي درخشان (بالفارسية: مزرعه مسیح درخشان) هي منطقة سكنية تقع في إيران في يزد.